# 粵紫萁
粵紫萁，蕨類植物門真蕨亞門原始薄囊蕨綱紫萁蕨目紫萁科紫萁屬，香港特有種草本植物。粵紫萁被懷疑是狹葉紫萁 (Osmunda angustifolia)以及紫萁(O. japonica)的天然雜交種。
原產地為香港島柏架山、新界大嶼山及大帽山。主要生長於叢林之下。除此之外，粵紫萁亦曾於2000年在深圳市龍崗南澳筆架山的一條溪流意外地被發現，但為數只有三株。
植物高約53厘米，極短根狀莖深褐色，粗厚而直立，藏於淺層土壤，支根盤根錯節。葉軸禾稈，老軸呈黃白。葉片為二回羽狀互生，營養葉近紙質，色澤暗啞，頂部羽片披針形。各小羽軸上有卵形小羽片並有薄膜相連，基部卻獨立於著生點上，小羽片外緣略有波狀，其上生長著球形孢子囊群，幼時淺綠成熟時黃褐。
粵紫萁的首次被發現發生於1857年前。當年夏氏(Harland)到香港採摘，卻被威廉·傑克遜·胡克誤認為肉桂紫萁。直至1905年才被蕨類學家克利斯頓森確認為新品種。1906年，正式發表。1926年，林務主管鄧恩氏(S. T. Dunn)及德邱氏(W. J. Tutcher)分別於大潭水塘上方的柏架山、大灘、大鵬灣、大埔區山谷及鳳凰山等地亦有發現。1994年，香港浸會大學蘇美靈博士在《Hong Kong Ferns》(ISBN 962-7849-02-2)發表清晰的照片及描述。

## 外部連結
- 不死的鳳凰 - 粵紫萁 （页面存档备份，存于）